# Мирная миссия — 2007

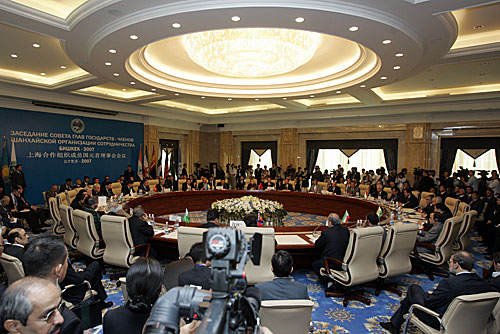
Расширенное заседание Шанхайской организации сотрудничества. Бишкек, Кыргызстан. 16 августа 2007

Антитеррористические учения Шанхайской организации сотрудничества («Мирная миссия—2007») прошли в августе 2007 года в Челябинской области России. В учениях приняли участие страны ШОС — Кыргызстан, Китай, Россия, Казахстан, Таджикистан и Узбекистан. Статус наблюдателя получили Иран и Монголия. США также пытались послать своих наблюдателей, однако ШОС ответила отказом.

## Подготовка
Проведение учений было запланировано в апреле 2006 года, при этом министр обороны России Сергей Иванов на совещании глав минобороны стран—членов ШОС в Пекине отметил, что учения не направлены против каких-либо стран.
По данным Минобороны, расходы на проведение учений составили более 2 млрд руб. Средства были потрачены на реконструкцию межвидового полигона МО РФ «Чебаркуль», строительство и ремонт объектов инфраструктуры. Для освещения хода учений был создан пресс-центр.

## Ход учений
9 августа в китайском городе Урумчи Синьцзян-Уйгурского автономного района было объявлено о начале учений. На консультациях в Урумчи председательствовал член Центрального военного совета КНР — начальник генерального штаба НОАК Лян Гуанле. В консультации участвовали первый замминистра обороны Казахстана — председатель Комитета начальников штабов ВС генерал армии Мухтар Алтынбаев, начальник генштаба ВС Кыргызстана генерал-майор Борис Югай, начальник генштаба ВС РФ генерал армии Юрий Балуевский, начальник Главного штаба ВС Таджикистана генерал-лейтенант Рамиль Надыров, заместитель начальника Объединённого штаба ВС Узбекистана генерал-майор Носирбек Усманбеков. Участники подчеркнули важность предстоящих учений и их роль в совместной защите и гарантиях безопасности стран ШОС. 11 августа состоялось официальное открытие на армейском полигоне «Чебаркуль» в Челябинской области.
В мероприятиях было задействовано более 7,5 тысяч военнослужащих стран ШОС (по данным В. Молтенского), более тысячи единиц боевой техники. Со стороны Китая действовали 1,7 тыс. солдат НОАК, военно-транспортные самолёты Ил-76МД, вертолёты Z-9WA, Ми-17 и ударные самолёты JH-7А Flying Leopard. Казахстан и Таджикистан направили десантно-штурмовые роты, Кыргызстан — элитный десантно-штурмовой взвод «Скорпион», узбекские офицеры принимали участие в штабных учениях и руководстве маневрами. В ходе учений было потрачено 700 тысяч патронов для стрелкового оружия, 17 тысяч зарядов для боевых машин пехоты, 5 тысяч — для гранатометов, 1,7 тысячи — для артиллерии. С российской стороны действовали части 34-й мотострелковой дивизии Приволжско-Уральского военного округа, военно-транспортная (Ил-76), армейская (Ми-8, Ми-24П) и фронтовая (Су-25) авиация, подразделения ВДВ и внутренних войск. Оперативными аэродромами выступили Шагол и Упрун.
Учения проходили в пять этапов: ведение разведки, захват ключевых районов, блокирование и преследование террористов, их разоружение и ликвидация на земле и с воздуха.

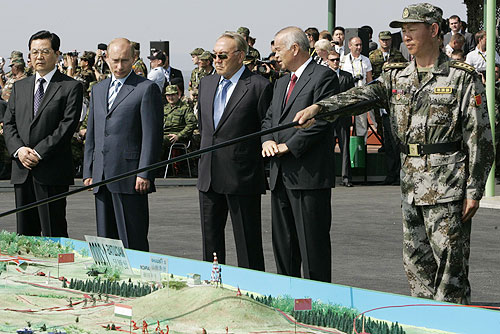
Председатель КНР Ху Цзиньтао, президент России Владимир Путин, президент Казахстана Нурсултан Назарбаев, президент Узбекистана Ислам Каримов у макета полигона. Наблюдение за ходом завершающей фазы учений. Чебаркуль, Россия. 17 августа 2007

17 августа состоялась церемония завершения учений, на которой присутствовали лидеры стран-участниц ШОС — председатель КНР Ху Цзиньтао, президент РФ Владимир Путин, президент Казахстана Нурсултан Назарбаев, президент Кыргызстана Курманбек Бакиев, президент Таджикистана Эмомали Рахмон и президент Узбекистана Ислам Каримов.
На заключительном этапе совместные антитеррористические силы вели штурм укреплённого пункта, захваченного условными террористами. В штурме участвовали беспилотные самолеты-разведчики, боевые вертолёты и истребители, артиллерия, несколько сотен боевых машин пехоты, бронетранспортёров и машин спецназа.

## Оценки
Китайское агентство Синьхуа прокомментировало учения как демонстрацию «решимости противодействовать „трём силам“ — терроризму, сепаратизму и экстремизму и поддерживать мир в регионе и во всём мире».
Владимир Путин по завершении учений заявил: «Сегодняшние учения — ещё один шаг в укреплении отношений между нашими странами. Шаг, направленный на укрепление международного мира, безопасности и, прежде всего, безопасности наших народов». Генерал-майор Владимир Глебов сообщил, что итоги учений в ходе обсуждения в российском штабе под руководством заместителя главкома генерал-полковника Владимира Молтенского были высоко оценены. Глебов не исключил возможности проведения в дальнейшем двусторонних российско-китайских учений.
В ряде западных СМИ учения расценивались как противодействие центрально-азиатских стран влиянию США в регионе. Британская Daily Telegraph назвала ШОС вторым «Варшавским договором», отметив, что США будут с тревогой наблюдать за учениями. Комментируя учения, New York Times увязывает создание ШОС со стремлением Китая и России установить контроль над большими запасами энергоносителей в Средней Азии. Suddeutsche Zeitung оценила учения как «намерение создать центр влияния, независимый от Запада». С аналогичными оценками выступили французская Le Figaro, немецкая Die Tageszeitung, японская Yomiuri.